# Nati nel 1927/Gennaio
| Questa pagina contiene informazioni ricavate automaticamente dalle voci biografiche con l'ausilio del template Bio e di un bot. L'aggiornamento è periodico e automatico e ricostruisce completamente la pagina. Se manca una persona in questa lista, sei pregato di non aggiungerla, ma accertati piuttosto che la sua voce biografica contenga il template Bio e che i dati anagrafici siano correttamente compilati. Se il template Bio manca, inseriscilo tu stesso o, in alternativa, metti l'avviso {{tmp\|Bio}} che ne segnala la mancanza. Se i dati riportati sono sbagliati, correggi direttamente la voce biografica; le modifiche saranno visibili in questa lista entro pochi giorni. Per chiarimenti vedi il progetto biografie. La lista contiene solo le 185 persone che sono citate nell'enciclopedia e per le quali è stato implementato correttamente il template Bio. Pagina aggiornata al 2 ago 2025. |

- 1º gennaio - Jesse Alto, giocatore di poker statunitense († 1998)
- 1º gennaio - Maurice Béjart, danzatore e coreografo francese († 2007)
- 1º gennaio - Don Gauf, hockeista su ghiaccio canadese († 2014)
- 1º gennaio - Vittorio Ghiandi, calciatore italiano († 2010)
- 1º gennaio - Vasile Milea, generale e politico rumeno († 1989)
- 1º gennaio - Vernon Smith, economista statunitense
- 1º gennaio - Ornella Volta, musicologa, saggista e traduttrice italiana († 2020)
- 1º gennaio - Doak Walker, giocatore di football americano statunitense († 1998)
- 2 gennaio - Robert Alt, bobbista svizzero († 2017)
- 2 gennaio - Lovrano Bisso, politico italiano († 2009)
- 2 gennaio - Alberto Burdese, giurista italiano († 2011)
- 2 gennaio - Peter Goring, calciatore e allenatore di calcio inglese († 1994)
- 2 gennaio - Jurij Grigorovič, ballerino, coreografo e direttore artistico russo († 2025)
- 2 gennaio - Secondo Scarrone, calciatore italiano († 1987)
- 2 gennaio - Mario Vignola, politico italiano († 2017)
- 3 gennaio - William Boyett, attore statunitense († 2004)
- 3 gennaio - John Paul Scott, criminale statunitense († 1987)
- 3 gennaio - Ivano Staccioli, attore italiano († 1995)
- 4 gennaio - Lauro Cavazos, politico statunitense († 2022)
- 4 gennaio - Giacomo De Poli, ex calciatore italiano
- 4 gennaio - Puntillita, cantante cubano († 2000)
- 4 gennaio - Bruno Meriggi, slavista e traduttore italiano († 1970)
- 4 gennaio - Barbara Rush, attrice statunitense († 2024)
- 5 gennaio - Joker Arroyo, politico, avvocato e attivista filippino († 2015)
- 5 gennaio - Roberto Colombo, pilota motociclistico italiano († 1957)
- 5 gennaio - Nicla Di Bruno, cantante italiana († 1997)
- 5 gennaio - Dieter Henrich, filosofo tedesco († 2022)
- 5 gennaio - Giorgio Milani, politico, partigiano e sindacalista italiano († 2005)
- 5 gennaio - Margaret Marley Modlin, pittrice, scultrice e fotografa statunitense († 1998)
- 5 gennaio - Pietro Pinna, attivista italiano († 2016)
- 5 gennaio - Medhat Youssef, cestista egiziano († 2001)
- 6 gennaio - Tojo Yamamoto, wrestler statunitense († 1992)
- 6 gennaio - Ralph Watts, cestista, allenatore di pallacanestro e dirigente sportivo canadese († 1987)
- 7 gennaio - Paul Marie Cao Đình Thuyên, vescovo cattolico vietnamita († 2022)
- 7 gennaio - Agnese De Donato, fotografa, giornalista e gallerista italiana († 2017)
- 7 gennaio - Abdul Hamid, hockeista su prato pakistano († 2019)
- 7 gennaio - Don Rehfeldt, cestista statunitense († 1980)
- 7 gennaio - Fernanda Turvani, regista televisiva italiana († 2001)
- 7 gennaio - Yee Tit Kwan, cestista cinese († 2017)
- 8 gennaio - Franco De Gregori, calciatore italiano († 1951)
- 8 gennaio - George Taliaferro, giocatore di football americano statunitense († 2018)
- 8 gennaio - Charles Tomlinson, poeta e traduttore inglese († 2015)
- 8 gennaio - Virginia Norwood, ingegnere aerospaziale e fisica statunitense († 2023)
- 8 gennaio - Mario Zanasi, baritono italiano († 2000)
- 8 gennaio - Francisc Șimon, pallanuotista rumeno († 2005)
- 9 gennaio - Franco Croce, storico della letteratura e critico letterario italiano († 2004)
- 9 gennaio - Thorkild Hansen, scrittore, esploratore e giornalista danese († 1989)
- 9 gennaio - Jean Kraft, mezzosoprano statunitense († 2021)
- 9 gennaio - Adolfo Antonio Suárez Rivera, cardinale e arcivescovo cattolico messicano († 2008)
- 9 gennaio - Rodolfo Walsh, giornalista e scrittore argentino († 1977)
- 9 gennaio - Michael Woolfson, fisico e saggista britannico († 2019)
- 10 gennaio - Giovanni Campari, allenatore di calcio e calciatore italiano († 2016)
- 10 gennaio - Basu Chatterjee, regista e sceneggiatore indiano († 2020)
- 10 gennaio - Lee Philips, attore e regista statunitense († 1999)
- 10 gennaio - Luciano Pigozzi, attore italiano († 2008)
- 10 gennaio - Johnnie Ray, cantante e pianista statunitense († 1990)
- 10 gennaio - Otto Stich, politico svizzero († 2012)
- 10 gennaio - Wilfrid Stinissen, presbitero, teologo e scrittore belga († 2013)
- 10 gennaio - Megumu Tamura, calciatore giapponese († 1986)
- 11 gennaio - Selva Casal, poetessa uruguaiana († 2020)
- 11 gennaio - Giuseppe D'Agata, scrittore, sceneggiatore e partigiano italiano († 2011)
- 11 gennaio - Mario Ferri, politico italiano († 1978)
- 11 gennaio - Fulvio Galimi, schermidore argentino († 2016)
- 12 gennaio - Hal Fowler, giocatore di poker statunitense († 2000)
- 12 gennaio - Ron Howells, calciatore gallese († 2011)
- 12 gennaio - Salvatore Martirano, compositore statunitense († 1995)
- 12 gennaio - Leslie Orgel, chimico britannico († 2007)
- 12 gennaio - Rudolf Röckl, calciatore austriaco († 1976)
- 13 gennaio - Brock Adams, politico statunitense († 2004)
- 13 gennaio - Günther Brennecke, hockeista su prato tedesco († 2014)
- 13 gennaio - Sydney Brenner, biologo sudafricano († 2019)
- 13 gennaio - Olga Fiorini, imprenditrice e insegnante italiana († 2022)
- 13 gennaio - Lars-Erik Keijser, cestista svedese
- 13 gennaio - Bruno Nicolini, presbitero italiano († 2012)
- 13 gennaio - Guy Sajer, scrittore e fumettista francese († 2022)
- 13 gennaio - Michel Vinaver, drammaturgo, scrittore e dirigente d'azienda francese († 2022)
- 14 gennaio - Carlos Marcio Camus Larenas, vescovo cattolico cileno († 2014)
- 14 gennaio - Clarence Carnes, criminale statunitense († 1988)
- 14 gennaio - Gilberto Martinho, attore brasiliano († 2001)
- 14 gennaio - Feliks Efimovič Mironer, regista sovietico († 1980)
- 14 gennaio - Armando Nogueira, giornalista brasiliano († 2010)
- 14 gennaio - Giovanni Persico, politico e giurista italiano († 2015)
- 14 gennaio - Aldo Rizzi, storico dell'arte e giornalista italiano († 1996)
- 14 gennaio - Jean Southern, attrice britannica
- 15 gennaio - Eva Belaise, nuotatrice italiana († 2008)
- 15 gennaio - Kirti Nidhi Bista, politico nepalese († 2017)
- 15 gennaio - František Bragagnola, calciatore cecoslovacco († 2020)
- 15 gennaio - Phyllis Coates, attrice statunitense († 2023)
- 15 gennaio - Giuseppe Montuschi, giornalista e editore italiano († 2009)
- 15 gennaio - Walter Schneider, pilota motociclistico tedesco († 2010)
- 16 gennaio - Karl-Erik Andersson, calciatore svedese († 2005)
- 16 gennaio - Maybelle Blair, ex giocatrice di baseball statunitense
- 16 gennaio - Fausto Fonzi, archivista e storico italiano († 2016)
- 16 gennaio - Kamini Kaushal, attrice indiana
- 16 gennaio - Angelo Massimino, imprenditore e dirigente sportivo italiano († 1996)
- 17 gennaio - Gianfranco Bartolini, politico e sindacalista italiano († 1992)
- 17 gennaio - Giuliano Giovetti, calciatore e disegnatore italiano († 2012)
- 17 gennaio - Eartha Kitt, cantante, attrice e ballerina statunitense († 2008)
- 17 gennaio - Fritz Kominek, calciatore austriaco († 2002)
- 17 gennaio - Federico Pizarro, calciatore argentino († 2003)
- 17 gennaio - Lee Spetner, fisico e biofisico statunitense († 2024)
- 17 gennaio - E.W. Swackhamer, regista, attore e impresario teatrale statunitense († 1994)
- 17 gennaio - Pierre Thiolon, cestista francese († 2014)
- 18 gennaio - Rudolph Binion, storico statunitense († 2011)
- 18 gennaio - Nella Colombo, cantante e attrice italiana († 1999)
- 18 gennaio - Giuseppe Giliberto, politico italiano († 1989)
- 18 gennaio - Werner Liebrich, allenatore di calcio e calciatore tedesco († 1995)
- 18 gennaio - Louis Secco, hockeista su ghiaccio canadese († 2008)
- 19 gennaio - David Adickes, scultore statunitense († 2025)
- 19 gennaio - José Delicado Baeza, arcivescovo cattolico spagnolo († 2014)
- 19 gennaio - Franco Di Bella, giornalista e saggista italiano († 1997)
- 19 gennaio - Lisa Lu, attrice cinese
- 19 gennaio - Carlos Oviedo Cavada, cardinale e arcivescovo cattolico cileno († 1998)
- 19 gennaio - Romica Puceanu, cantante rumena († 1996)
- 19 gennaio - Franco Solinas, sceneggiatore e scrittore italiano († 1982)
- 20 gennaio - Ronaldo Campos, musicista e ballerino peruviano († 2001)
- 20 gennaio - Paolo Giglio, arcivescovo cattolico maltese († 2016)
- 20 gennaio - Hovhannes Bedros XVIII Kasparian, patriarca cattolico armeno († 2011)
- 20 gennaio - Manuel da Silva Martins, vescovo cattolico portoghese († 2017)
- 20 gennaio - Olivier Strebelle, scultore e ceramista belga († 2017)
- 21 gennaio - Robert Neil Butler, medico e psichiatra statunitense († 2010)
- 21 gennaio - Jean Baptiste Bùi Tuần, vescovo cattolico vietnamita († 2024)
- 21 gennaio - Rudolf Krause, allenatore di calcio e calciatore tedesco orientale († 2003)
- 22 gennaio - Lou Creekmur, giocatore di football americano statunitense († 2009)
- 22 gennaio - Silvio Feccia, allenatore di calcio e calciatore italiano († 2009)
- 22 gennaio - Antonio Garzya, filologo classico e bizantinista italiano († 2012)
- 22 gennaio - Sheila Gordon, scrittrice statunitense († 2013)
- 22 gennaio - Joe Perry, giocatore di football americano statunitense († 2011)
- 22 gennaio - Rodolfo Vitone, artista italiano († 2019)
- 23 gennaio - Ennio Antonelli, attore italiano († 2004)
- 23 gennaio - John Boyd, aviatore statunitense († 1997)
- 23 gennaio - Hennie Keetelaar, pallanuotista olandese († 2002)
- 23 gennaio - John Pritchard, cestista statunitense († 2012)
- 23 gennaio - Sforza Ruspoli, politico, dirigente d'azienda e banchiere italiano († 2022)
- 24 gennaio - Vittorino Carra, politico italiano († 1989)
- 24 gennaio - Paula Hawkins, politica statunitense († 2009)
- 24 gennaio - Phyllis Lambert, architetto canadese
- 24 gennaio - Lauri Nevalainen, canottiere finlandese
- 24 gennaio - Jean Raine, poeta, pittore e scrittore belga († 1986)
- 24 gennaio - Antonio Ruberti, ingegnere e politico italiano († 2000)
- 24 gennaio - Konstantin Totev, cestista bulgaro († 2006)
- 24 gennaio - Gabriel Vahanian, teologo francese († 2012)
- 25 gennaio - Enzo Berlanda, politico italiano († 2006)
- 25 gennaio - Nada Giorgi, partigiana italiana († 2012)
- 25 gennaio - Earl Girard, giocatore di football americano statunitense († 1977)
- 25 gennaio - Yitzhak Hofi, generale e agente segreto israeliano († 2014)
- 25 gennaio - Antônio Carlos Jobim, musicista, compositore e cantante brasiliano († 1994)
- 25 gennaio - Erni Mangold, attrice austriaca
- 25 gennaio - Luigi Molina, calciatore italiano († 2001)
- 25 gennaio - Gregg Palmer, attore statunitense († 2015)
- 26 gennaio - José Azcona del Hoyo, politico honduregno († 2005)
- 26 gennaio - Pedro Masó, regista spagnolo († 2008)
- 26 gennaio - Victor Mees, calciatore belga († 2012)
- 26 gennaio - Bob O'Brien, cestista statunitense († 2008)
- 26 gennaio - William Redfield, attore statunitense († 1976)
- 26 gennaio - Holger Hansson, calciatore e allenatore di calcio svedese († 2014)
- 27 gennaio - Giovanni Arpino, scrittore, giornalista e poeta italiano († 1987)
- 27 gennaio - Giovanni Felice Azzone, patologo e biochimico italiano († 2022)
- 27 gennaio - Gianni De Luca, fumettista, illustratore e pittore italiano († 1991)
- 27 gennaio - Ancilla Marighetto, partigiana italiana († 1945)
- 27 gennaio - Doretta Morrow, attrice, cantante e ballerina statunitense († 1968)
- 27 gennaio - Sergio Sagnotti, attore e stuntman italiano († 1980)
- 28 gennaio - Lúcio Alves, cantante, chitarrista e compositore brasiliano († 1993)
- 28 gennaio - Karl Bögelein, calciatore e allenatore di calcio tedesco († 2016)
- 28 gennaio - Per Oscarsson, attore svedese († 2010)
- 28 gennaio - Achille Perilli, pittore italiano († 2021)
- 28 gennaio - Bobo Piccoli, artista italiano († 1981)
- 28 gennaio - Hiroshi Teshigahara, regista e sceneggiatore giapponese († 2001)
- 29 gennaio - Edward Abbey, scrittore statunitense († 1989)
- 29 gennaio - Lewis des Brisay, pittore, illustratore e poeta britannico († 2011)
- 29 gennaio - Giovanni Ciccarelli, calciatore italiano († 1997)
- 29 gennaio - Michail Naumovič Kalik, regista sovietico († 2017)
- 29 gennaio - Altibano Maselli, calciatore italiano († 2011)
- 29 gennaio - José Luis Saso, allenatore di calcio e calciatore spagnolo († 2006)
- 29 gennaio - Don Shirley, compositore e pianista statunitense († 2013)
- 30 gennaio - Giorgio De Gaspari, illustratore, fumettista e pittore italiano († 2012)
- 30 gennaio - Roberto Gottardi, architetto italiano († 2017)
- 30 gennaio - Jef Nys, fumettista belga († 2009)
- 30 gennaio - Olof Palme, politico svedese († 1986)
- 30 gennaio - Luciano Pistoi, critico d'arte, gallerista e editore italiano († 1995)
- 30 gennaio - Federico Sordillo, avvocato e dirigente sportivo italiano († 2004)
- 31 gennaio - Giampiero Boneschi, direttore d'orchestra, compositore e arrangiatore italiano († 2019)
- 31 gennaio - Dorri El-Said, nuotatore e pallanuotista egiziano († 2015)
- 31 gennaio - Jerry Haynes, attore e conduttore televisivo statunitense († 2011)
- 31 gennaio - Lorraine Warren, scrittrice statunitense († 2019)